# مايك ستانلي (مجدف)
مايك ستانلي (بالإنجليزية: Michael Rowland Stanley)‏ هو مجدف نيوزيلندي، ولد في 6 نوفمبر 1957 في لور هوت في نيوزيلندا.

## وصلات خارجية
- مايك ستانلي على موقع الاتحاد الدولي للتجديف (الإنجليزية)
- مايك ستانلي على موقع اللجنة الأولمبية الدولية (الإنجليزية)
- مايك ستانلي على موقع أوليمبيديا (الإنجليزية)
- مايك ستانلي على موقع اللجنة الأولمبية النيوزيلندية (الإنجليزية)